# Transactional Synchronization Extensions
Die Transactional Synchronization Extensions – New Instructions (TSX−NI oder meistens nur TSX) sind Erweiterungen der x86-Architektur um Transaktionalen Speicher, womit die Ausführung paralleler Software beschleunigt werden kann.

## Verbreitung
TSX wurde im Februar 2012 offiziell vorgestellt und im Juni 2013 erstmals in ausgewählten Prozessoren der Haswell-Architektur ausgeliefert. Mit Broadwell und Skylake fand TSX auch Eingang in Desktop-Prozessoren. Aufgrund eines Fehlers im Microcode wurde TSX aber bei zahlreichen Modellen der Haswell- und Broadwell-Architektur via UEFI-Update nachträglich deaktiviert. Die Version aus der Skylake-Architektur wurde hingegen ohne Änderung auch in der Kaby-Lake-Architektur weiterverwendet und ist seither bei hochwertigen Intel-Core-Modellen verfügbar. Im Juni 2021 gab Intel bekannt, per Microcode-Update TSX bei Prozessoren von Skylake bis Coffee-Lake-Refresh-Architektur zu deaktivieren. Ein weiteres Update, welches TSX in Zukunft wieder aktiviert, soll es nur für Prozessoren mit  Coffee-Lake-Refresh-Architektur und höher geben.

## Funktion
TSX stellt zwei Schnittstellen zur Verfügung, um Code für parallele Abarbeitung zu erzeugen. Zunächst existiert mit Hardware Lock Elision (HLE) eine Schnittstelle zu Prozessoren, die nicht über TSX verfügen. Das geschieht, indem die Instruktionen zum Verriegeln und Entriegeln eines Mutex so modifiziert werden, dass sie auf TSX-fähigen CPUs HLE nutzen, auf nicht TSX-fähigen CPUs aber diese Modifikationen ignoriert werden und sich das Mutex klassisch wie ein exklusives Mutex verhält. Mit Restricted Transactional Memory (RTM) wird eine neue Befehlssatzerweiterung eingeführt, um effizienteren Code zu erzeugen.
Im Hauptspeicher werden Regionen definiert, in denen einerseits Berechnungen ausgeführt und Ergebnisse abgespeichert werden, in die andererseits fallweise aber auch Ergebnisse aus anderen Berechnungen geschrieben werden. Wird nun tatsächlich ein Ergebnis einer fremden Berechnung in so eine definierte Region abgespeichert, so werden die zuvor daraus ermittelten Ergebnisse verworfen und die Berechnungen erneut ausgeführt. Sämtliche derartige Berechnungen sind daher zunächst spekulativ (Speculative execution) und bringen erst im Zeitverlauf ein valides Ergebnis.
Mittels TSX wird nun, wenn die Software dahingehend überarbeitet wurde, Code wirklich parallel ausgeführt, wobei die sich ergebenden Abhängigkeiten automatisch ermittelt werden und gefundene Abhängigkeiten erneut berechnet werden. Bisher musste Software in Prozesse oder Threads aufgeteilt werden, um parallel ausgeführt werden zu können. Abhängigkeiten mussten bei der Programmierung berücksichtigt werden. Nun werden die zusammenhängenden Codebereiche gekennzeichnet. Den Rest erledigt TSX automatisch, wenn mehrere Codebereiche interagieren.
In Benchmarks wurde ermittelt, dass die Geschwindigkeit von In-Memory-Datenbanken mit TSX um ein Mehrfaches gesteigert wurde.

## Unterstützung
Unter Linux wird TSX mithilfe der TSX-Tools, das ist eine Sammlung von Werkzeugen und Bibliotheken, softwareseitig erleichtert.

## Trivia
Die vergleichbare Erweiterung bei AMD wird Advanced Synchronization Facility genannt. Allerdings hat AMD noch keine CPU auf den Markt gebracht, die diese Funktion liefert.